# Tilligte
Tilligte – wieś w holenderskiej prowincji Overijssel, w gminie Dinkelland. Jest położona 10 km na północ od Oldenzaal. W 2003 roku wybudowano tam sanktuarium maryjne. Znajduje się ono pod adresem Westenveldweg, 7634 PS Tilligte. Wieś liczy około 750 mieszkańców, z czego ok. 98% to katolicy